# اولروچی
اولروچی (به لاتین: Ulruchyi) یک منطقهٔ مسکونی در روسیه است که در استان آمور واقع شده‌است.